# 中华人民共和国已撤销民族自治地方列表

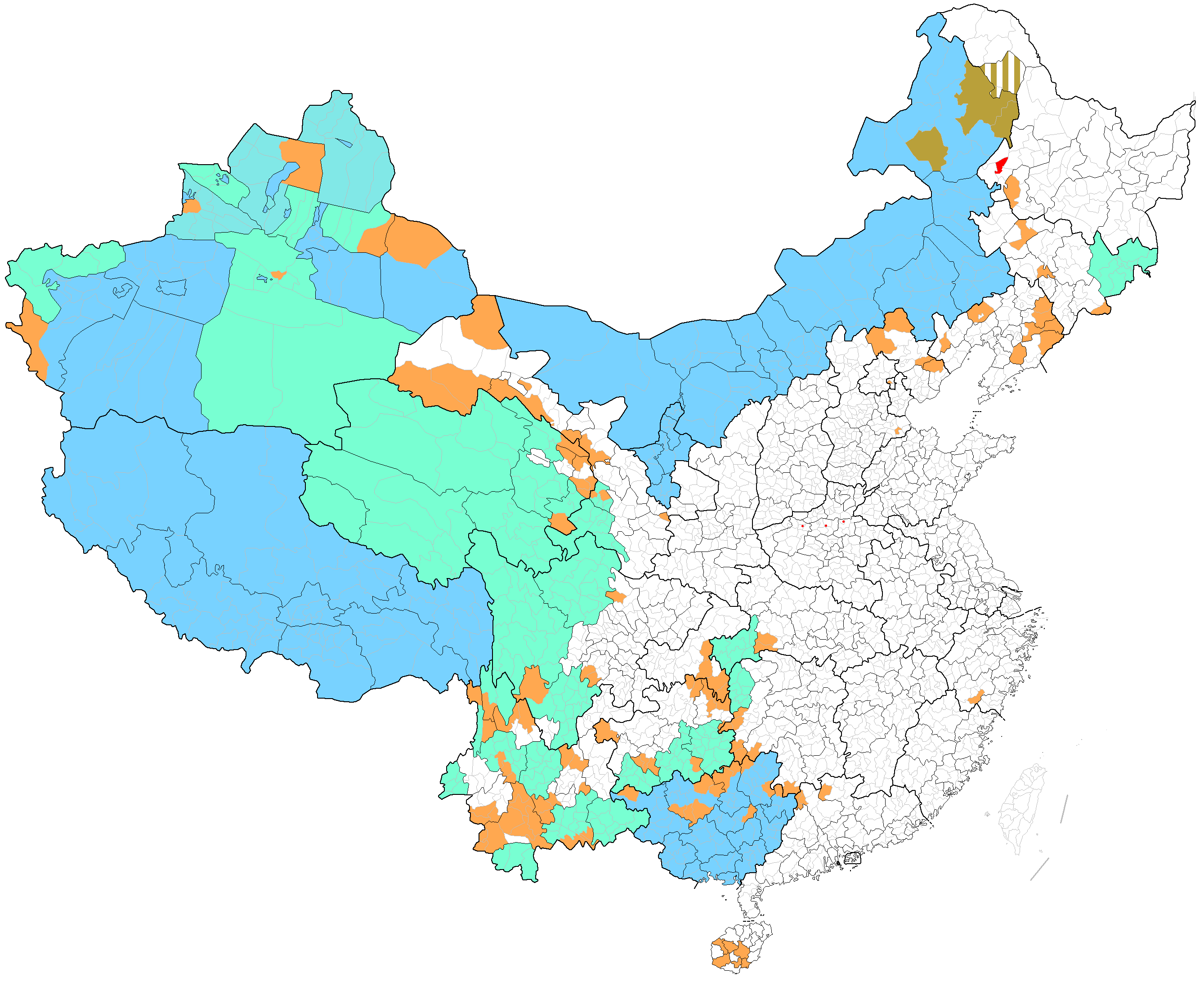
中华人民共和国现有民族自治地方及其分布（截至年日），其中：
自治区
自治州
自治县
自治旗
民族区

截至2025年3月14日，中华人民共和国境内共有12个地级与66个县级民族自治地方民族自治地方被撤销，此外复设的有8个。最近一次撤销地级民族自治地方是1987年撤销海南黎族苗族自治州，最近一次地级民族自治地方行政区划变更为1993年鄂西土家族苗族自治州更名为恩施土家族苗族自治州。最近一次撤销县级民族自治地方是2002年撤销丽江纳西族自治县设立玉龙纳西族自治县，最近一次县级民族自治地方行政区划变更为2007年普洱哈尼族彝族自治县更名为宁洱哈尼族彝族自治县。
列表中包括县级及以上的自治区、自治州、自治县、自治旗的撤销与更名情况。列表按撤销、变更时间排序，涉及同一民族自治地方多次变更的则以第一次变更时间为序。存在时间具体到日的均为批复时间、国务院全体会议或全国人大会议通过时间。以下情况不单独列入：
- 盟、旗、民族区的撤销与变更[註 4]
- 除1955年前后由自治区改为自治州或自治县外无其他行政区划变更的民族自治地方
- 只因民族名称称呼发生的更名（诸如1963年佧佤族改称佤族[註 5]、1965年10月12日僮族改称壮族[1][註 6]、蒙族与哈族改为全称蒙古族与哈萨克族[註 7]）
- 仅因原名生僻难认发生的更名[註 8]
- 除撤销民族民主联合政府外无其他行政区划变更的县[註 9]
- 享受民族自治地方优惠政策待遇的县、区发生的变更
- 行政驻地迁移，行政隶属变更，部分乡镇行政区域的划入、划出

## 已撤销的地级民族自治地方
| 原行政建制                   | 所属省份             | 存在时间                      | 撤销变更形式               | 新行政建制                   | 备注 |
| ---------------------------- | -------------------- | ----------------------------- | -------------------------- | ---------------------------- | --- |
| 四川省藏族自治区             | 四川省               | 1953年— 1955年11月9日         | 更名:118                   | 阿坝藏族自治州               | 1953年由茂县专区改置 |
| 阿坝藏族自治州               | 四川省               | 1955年— 1987年7月24日         | 更名:237                   | 阿坝藏族羌族自治州           | 1953年由茂县专区改置 |
| 西康省藏族自治区             | 西康省               | 1950年— 1955年10月1日         | 更名、隶属变更:237         | 甘孜藏族自治州               | 1952年下设地级藏族自治区甘孜办事处、理塘办事处作为派出机构 1955年划归四川省并更名 |
| 凉山彝族自治区               | 西康省               | 1952年— 1955年10月1日         | 更名、隶属变更:237         | 凉山彝族自治州               | 1952年由西昌专区析置 1955年划归四川省并更名 |
| 宁夏省蒙古自治区             | 宁夏省               | 1954年— 1954年6月19日         | 隶属变更:238               | 甘肃省蒙古自治区             | 1954年宁夏省撤销，划归甘肃省 1955年改为自治州、更名为巴音浩特蒙族自治州 1956年划归内蒙古自治区、与额济纳自治旗合设巴彦淖尔盟 2003年改设巴彦淖尔市                                                  |
| 甘肃省蒙古自治区             | 甘肃省               | 1954年6月19日— 1955年11月21日 | 更名:238                   | 巴音浩特蒙族自治州           | 1954年宁夏省撤销，划归甘肃省 1955年改为自治州、更名为巴音浩特蒙族自治州 1956年划归内蒙古自治区、与额济纳自治旗合设巴彦淖尔盟 2003年改设巴彦淖尔市                                                  |
| 巴音浩特蒙族自治州           | 甘肃省               | 1955年11月21日— 1956年4月3日  | 隶属变更、撤销设盟:237-238 | 巴彦淖尔盟                   | 1954年宁夏省撤销，划归甘肃省 1955年改为自治州、更名为巴音浩特蒙族自治州 1956年划归内蒙古自治区、与额济纳自治旗合设巴彦淖尔盟 2003年改设巴彦淖尔市                                                  |
| 西海固回族自治区             | 甘肃省               | 1953年— 1955年11月18日        | 更名:238                   | 固原回族自治州               | 1958年划归宁夏回族自治区 1970年固原专区改地区 2001年固原撤地设市 |
| 固原回族自治州               | 甘肃省宁夏回族自治区 | 1955年11月18日— 1958年9月5日  | 撤销设专区:238             | 固原专区                     | 1958年划归宁夏回族自治区 1970年固原专区改地区 2001年固原撤地设市 |
| 河东回族自治区               | 宁夏省甘肃省         | 1953年— 1955年11月21日        | 更名:238                   | 吴忠回族自治州               | 1954年宁夏省撤销，划归甘肃省 1958年划归宁夏回族自治区并撤销 1998年由银南地区与县级吴忠市设地级吴忠市:215                                                                                           |
| 吴忠回族自治州               | 甘肃省宁夏回族自治区 | 1955年11月21日— 1958年9月5日  | 撤销:238                   | 自治区直辖                   | 1954年宁夏省撤销，划归甘肃省 1958年划归宁夏回族自治区并撤销 1998年由银南地区与县级吴忠市设地级吴忠市:215                                                                                           |
| 湘西苗族自治州               | 湖南省               | 1952年— 1957年9月6日          | 更名:237                   | 湘西土家族苗族自治州         | 1952年设自治区 1955年改为自治州 |
| 红河哈尼族自治区             | 云南省               | 1954年4月6日— 1957年9月6日    | 撤销设自治州               | 红河哈尼族彝族自治州         | 1957年与蒙自专区合设 |
| 桂西僮族自治州               | 广西僮族自治区       | 1952年— 1957年12月20日        | 撤销分设:237               | 邕宁专区                     | 行署级，除直辖部分县市外管辖百色专区、宜山专区 1952年设自治区 1956年2月20日改为自治州，百色、宜山两专员公署改地区工作委员会 1957年撤销后，设置邕宁专区管辖原自治州直辖县，重新设置百色、宜山两专区 |
| 桂西僮族自治州               | 广西僮族自治区       | 1952年— 1957年12月20日        | 撤销分设:237               | 百色专区                     | 行署级，除直辖部分县市外管辖百色专区、宜山专区 1952年设自治区 1956年2月20日改为自治州，百色、宜山两专员公署改地区工作委员会 1957年撤销后，设置邕宁专区管辖原自治州直辖县，重新设置百色、宜山两专区 |
| 桂西僮族自治州               | 广西僮族自治区       | 1952年— 1957年12月20日        | 撤销分设:237               | 宜山专区                     | 行署级，除直辖部分县市外管辖百色专区、宜山专区 1952年设自治区 1956年2月20日改为自治州，百色、宜山两专员公署改地区工作委员会 1957年撤销后，设置邕宁专区管辖原自治州直辖县，重新设置百色、宜山两专区 |
| 海西蒙藏哈萨克自治州         | 青海省               | 1953年—1963年                 | 更名:238                   | 海西蒙古族藏族哈萨克族自治州 | 1953年设自治区 1955年7月28日改为自治州 1984年5月，于1930年代流落至海西的哈萨克族全部迁回新疆，次年更名（国函〔1985〕60号）                                                                         |
| 海西蒙古族藏族哈萨克族自治州 | 青海省               | 1963年— 1985年4月24日         | 更名:238                   | 海西蒙古族藏族自治州         | 1953年设自治区 1955年7月28日改为自治州 1984年5月，于1930年代流落至海西的哈萨克族全部迁回新疆，次年更名（国函〔1985〕60号）                                                                         |
| 海南黎族苗族自治州           | 广东省               | 1952年— 1987年11月20日        | 撤销:237                   | 三亚市                       | 1952年设自治区 1955年改为自治州 1959年起与海南行政区合署办公 撤销后辖县全部改为黎族自治县或黎族苗族自治县（国函〔1987〕181号）                                                                     |
| 海南黎族苗族自治州           | 广东省               | 1952年— 1987年11月20日        | 撤销:237                   | 海南行政区直辖               | 1952年设自治区 1955年改为自治州 1959年起与海南行政区合署办公 撤销后辖县全部改为黎族自治县或黎族苗族自治县（国函〔1987〕181号）                                                                     |
| 鄂西土家族苗族自治州         | 湖北省               | 1983年8月19日— 1993年4月4日   | 更名:237                   | 恩施土家族苗族自治州         | |

## 已撤销的县级民族自治地方
| 原行政建制                      | 所属省地（市、州）                              | 存在时间                              | 撤销变更形式      | 新行政建制                     | 备注 |
| ------------------------------- | ----------------------------------------------- | ------------------------------------- | ----------------- | ------------------------------ | --- |
| 隆林各族联合自治区              | 广西省百色专区                                  | 1952年—1953年                         | 更名:240          | 隆林各族自治区                 | 1952年由隆林县改置 1955年改为自治县 |
| 梁河县傣族景颇族自治区          | 云南省保山专区                                  | 1952年11月21日:372— 1953年            | 撤销设县:242      | 梁河县                         | 1952年由梁河设治局改置 1953年撤销设县、划入德宏傣族景颇族自治区 |
| 天祝自治区                      | 甘肃省武威专区                                  | 1950年—1953年                         | 更名:242          | 天祝藏族自治区                 | 1955年改自治县 |
| 肃北自治区                      | 甘肃省酒泉专区                                  | 1950年—1953年                         | 更名:137,242      | 肃北蒙族自治区                 | 1950年由肃北设治局改设 1955年改自治县 1956年改“蒙族”为“蒙古族” |
| 东乡自治区                      | 甘肃省临夏专区                                  | 1950年—1953年                         | 更名:137,242      | 东乡族自治区                   | 1955年改自治县 |
| 尖扎藏族自治区                  | 青海省直辖                                      | 1952年—1953年                         | 撤销设县:243      | 尖扎县                         | 1952年由贵德县析置 1953年恢复设县、划入黄南藏族自治区 |
| 同仁藏族自治区                  | 青海省直辖                                      | 1952年—1953年                         | 恢复:243          | 同仁县                         | 1952年由同仁县改置 1953年恢复设县、划入黄南藏族自治区 |
| 海晏藏族自治区                  | 青海省直辖                                      | 1952年—1953年                         | 恢复:243          | 海晏县                         | 1952年由海晏县改置 1953年恢复设县、划入海北藏族自治区 |
| 共和藏族自治区                  | 青海省直辖                                      | 1952年—1953年                         | 恢复:243          | 共和县                         | 1952年分别由共和县、兴海县、同德县改置 1953年均恢复设县、划入海南藏族自治区 |
| 兴海藏族自治区                  | 青海省直辖                                      | 1952年—1953年                         | 恢复:243          | 兴海县                         | 1952年分别由共和县、兴海县、同德县改置 1953年均恢复设县、划入海南藏族自治区 |
| 同德藏族自治区                  | 青海省直辖                                      | 1951年—1953年                         | 恢复:243          | 同德县                         | 1952年分别由共和县、兴海县、同德县改置 1953年均恢复设县、划入海南藏族自治区 |
| 都兰自治区                      | 青海省直辖                                      | 1952年—1953年                         | 分设:141，243     | 都兰蒙族自治区                 | 1952年由都兰县改置 1953年分设两自治区 1955年两自治区均改为县 |
| 都兰自治区                      | 青海省直辖                                      | 1952年—1953年                         | 分设:141，243     | 天峻藏族自治区                 | 1952年由都兰县改置 1953年分设两自治区 1955年两自治区均改为县 |
| 都兰蒙族自治区                  | 青海省 海西蒙藏哈萨克族自治区                   | 1953年— 1955年10月31日                | 撤销设县:141，243 | 都兰县                         | 1952年由都兰县改置 1953年分设两自治区 1955年两自治区均改为县 |
| 天峻藏族自治区                  | 青海省 海西蒙藏哈萨克族自治区                   | 1953年— 1955年10月31日                | 撤销设县:141，243 | 天峻县                         | 1952年由都兰县改置 1953年分设两自治区 1955年两自治区均改为县 |
| 祁连自治区                      | 青海省直辖                                      | 1952年—1953年                         | 撤销设县:141，243 | 祁连县                         | 1952年由祁连行政委员会改置 1953年撤销设县、划入海北藏族自治区 |
| 红河县爱尼族自治区              | 云南省蒙自专区                                  | 1952年4月:413— 1954年                 | 恢复:242          | 红河县                         | 1951年由红河县改置 1953年恢复设县、划入红河哈尼族自治区 |
| 惠水县苗族补依族联合自治区      | 贵州省贵定专区                                  | 1952年—1954年                         | 更名:241          | 惠水县布依族苗族自治区         | 1952年由惠水县改置 1954年因统一布依族名称而更名 1955年改为惠水布依族苗族自治县 1956年恢复县、划入黔南布依族苗族自治州 |
| 惠水布依族苗族自治县            | 贵州省贵定专区                                  | 1954年— 1956年4月18日                 | 恢复:241          | 惠水县                         | 1952年由惠水县改置 1954年因统一布依族名称而更名 1955年改为惠水布依族苗族自治县 1956年恢复县、划入黔南布依族苗族自治州 |
| 惠水布依族苗族自治县            | 贵州省贵阳市                                    | 1963年5月20日— 1963年10月23日         | 恢复:241          | 惠水县                         | 撤销惠水县短暂恢复自治县，后划归黔南布依族苗族自治州 |
| 碧江县傈僳族自治区              | 云南省丽江专区                                  | 1952年11月:372— 1954年                | 恢复:241          | 碧江县                         | 1952年由碧江设治局改置 1954年恢复设县、划入怒江傈僳族自治区 1986年撤销，并入[泸水县]]、福贡县 |
| 福贡县傈僳族自治区              | 云南省丽江专区                                  | 1952年11月21日:372— 1954年            | 撤销设县:127，241 | 福贡县                         | 1952年由福贡设治局、贡山设治局改置 1954年撤销设县、划入怒江傈僳族自治区 贡山后于1956年改为贡山独龙族怒族自治县 |
| 贡山县傈僳族自治区              | 云南省丽江专区                                  | 1952年11月21日:372— 1954年            | 撤销设县:127，241 | 贡山县                         | 1952年由福贡设治局、贡山设治局改置 1954年撤销设县、划入怒江傈僳族自治区 贡山后于1956年改为贡山独龙族怒族自治县 |
| 卓尼自治区                      | 甘肃省 甘南藏族自治州                           | 1950年— 1955年8月25日                 | 撤销设县:138，242 | 卓尼县                         | 1950年由卓尼设治局改设 |
| 翁牛特蒙古族自治旗              | 热河省直辖内蒙古自治区 昭乌达盟                 | 1953年— 1956年3月9日                  | 恢复原建置:238    | 翁牛特旗                       | 1953年由翁牛特旗改设翁牛特蒙古族自治区 1955年改为自治旗 1955年7月30日热河省撤销，划归内蒙古自治区 |
| 额济纳自治旗                    | 宁夏省直辖甘肃省酒泉专区内蒙古自治区 巴彦淖尔盟 | 1952年— 1956年4月3日                  | 恢复原建置:238    | 额济纳旗                       | 1953年由额济纳旗改设额济纳旗自治区 1954年宁夏省撤销，划归甘肃省 1955年更名为额济纳自治旗 1956年划归内蒙古自治区巴彦淖尔盟、恢复旗 现隶属于阿拉善盟 |
| 炉山县苗族自治区                | 贵州省镇远专区                                  | 1952年— 1956年4月18日                 | 恢复:241          | 炉山县                         | 分别由炉山县、丹寨县、台江县、雷山县改置 1955年3月26日改为苗族自治县 1956年恢复县划入黔东南苗族侗族自治州 |
| 台江县苗族自治区                | 贵州省镇远专区                                  | 1952年— 1956年4月18日                 | 恢复:241          | 台江县                         | 分别由炉山县、丹寨县、台江县、雷山县改置 1955年3月26日改为苗族自治县 1956年恢复县划入黔东南苗族侗族自治州 |
| 雷山县苗族自治区                | 贵州省镇远专区                                  | 1954年— 1956年4月18日                 | 恢复:241          | 雷山县                         | 分别由炉山县、丹寨县、台江县、雷山县改置 1955年3月26日改为苗族自治县 1956年恢复县划入黔东南苗族侗族自治州 |
| 丹寨县苗族自治区                | 贵州省都匀专区                                  | 1952年 1956年4月18日                  | 恢复:241          | 丹寨县                         | 分别由炉山县、丹寨县、台江县、雷山县改置 1955年3月26日改为苗族自治县 1956年恢复县划入黔东南苗族侗族自治州 |
| 罗甸县布依族苗族自治区          | 贵州省贵定专区                                  | 1954年— 1956年4月18日                 | 恢复:241          | 罗甸县                         | 由罗甸县改置 1955年3月26日改为罗甸布依族苗族自治县 1956年恢复县划入黔南布依族苗族自治州 |
| 四川省藏族自治区 人民政府办事处 | 四川省 藏族自治区→阿坝藏族自治州                | 1953年4月— 1956年4月21日              | 撤销设县          | 马尔康县                       | 相当于县级 1955年四川省藏族自治区更名后办事处未更名 |
| 广通回族自治县                  | 甘肃省临夏专区                                  | 1953年— 1956年9月11日                 | 撤销设县          | 广通县                         | 1953年由宁定县改置为广通回族自治区 1955年改为自治县 1956年撤销设县、划入临夏回族自治州 1957年因与云南省广通县同名而更名为广河县 1958年广河县并入和政县，1961年恢复 |
| 德钦县藏族自治区                | 云南省丽江专区                                  | 1952年11月21日:372,413— 1956年9月11日 | 撤销设县:241      | 德钦县                         | 1952年由德钦设治局改置 1955年12月德钦县藏族自治区人民政府改称德钦藏族自治县人民委员会:380 1957年撤销设县、划入迪庆藏族自治州 |
| 弥勒县彝族自治区                | 云南省 宜良专区→蒙自专区                        | 1953年— 1957年9月6日                  | 恢复:241          | 弥勒县                         | 1953年由弥勒县改置弥勒县彝族自治区 1955年改为弥勒彝族自治县 1957年因划入红河哈尼族彝族自治州恢复原名 |
| 泾源回族自治县                  | 甘肃省平凉专区宁夏回族自治区 固原专区           | 1953年— 1958年9月5日                  | 恢复              | 泾源县                         | 1953年由泾源县改置泾源回族自治区 1958年划入宁夏回族自治区 |
| 大厂回族自治县                  | 河北省通县专区                                  | 1955年3月3日— 1958年12月20日          | 撤销:238          | 蓟县管辖                       | 均于1962年6月1日复设 |
| 孟村回族自治县                  | 河北省沧县专区                                  | 1955年3月3日— 1958年12月20日          | 撤销:238          | 盐山县管辖                     | 均于1962年6月1日复设 |
| 连南瑶族自治县                  | 广东省 粤北行政区→韶关专区                      | 1953年1月— 1959年3月22日              | 合并:239          | 连阳各族自治县                 | 1953年由连南县、连山县合并设立连南瑶族自治区，1954年析出连山县，1955年改为自治县 1958年连山县改置为连山僮族瑶族自治县 1959年，连南、连山与连县、阳山县合并为连阳各族自治县 1960年连阳各族自治县析出阳山县，更名为连州各族自治县 1961年连州各族自治县撤销，恢复连县，设立连南瑶族僮族自治县 1962年连南瑶族僮族自治县分设为连南瑶族自治县、连山僮族瑶族自治县 1965年连山僮族瑶族自治县改“僮”为“壮” |
| 连山僮族瑶族自治县              | 广东省 粤北行政区→韶关专区                      | 1958年5月29日— 1959年3月22日          | 合并:239          | 连阳各族自治县                 | 1953年由连南县、连山县合并设立连南瑶族自治区，1954年析出连山县，1955年改为自治县 1958年连山县改置为连山僮族瑶族自治县 1959年，连南、连山与连县、阳山县合并为连阳各族自治县 1960年连阳各族自治县析出阳山县，更名为连州各族自治县 1961年连州各族自治县撤销，恢复连县，设立连南瑶族僮族自治县 1962年连南瑶族僮族自治县分设为连南瑶族自治县、连山僮族瑶族自治县 1965年连山僮族瑶族自治县改“僮”为“壮” |
| 连阳各族自治县                  | 广东省 粤北行政区→韶关专区                      | 195*年3月22日— 1960年12月14日         | 分设、更名:239    | 连州各族自治县                 | 1953年由连南县、连山县合并设立连南瑶族自治区，1954年析出连山县，1955年改为自治县 1958年连山县改置为连山僮族瑶族自治县 1959年，连南、连山与连县、阳山县合并为连阳各族自治县 1960年连阳各族自治县析出阳山县，更名为连州各族自治县 1961年连州各族自治县撤销，恢复连县，设立连南瑶族僮族自治县 1962年连南瑶族僮族自治县分设为连南瑶族自治县、连山僮族瑶族自治县 1965年连山僮族瑶族自治县改“僮”为“壮” |
| 连阳各族自治县                  | 广东省 粤北行政区→韶关专区                      | 195*年3月22日— 1960年12月14日         | 分设、更名:239    | 阳山县                         | 1953年由连南县、连山县合并设立连南瑶族自治区，1954年析出连山县，1955年改为自治县 1958年连山县改置为连山僮族瑶族自治县 1959年，连南、连山与连县、阳山县合并为连阳各族自治县 1960年连阳各族自治县析出阳山县，更名为连州各族自治县 1961年连州各族自治县撤销，恢复连县，设立连南瑶族僮族自治县 1962年连南瑶族僮族自治县分设为连南瑶族自治县、连山僮族瑶族自治县 1965年连山僮族瑶族自治县改“僮”为“壮” |
| 连州各族自治县                  | 广东省 粤北行政区→韶关专区                      | 1960年12月14日— 1961年10月5日         | 恢复:239          | 连南瑶族僮族自治县             | 1953年由连南县、连山县合并设立连南瑶族自治区，1954年析出连山县，1955年改为自治县 1958年连山县改置为连山僮族瑶族自治县 1959年，连南、连山与连县、阳山县合并为连阳各族自治县 1960年连阳各族自治县析出阳山县，更名为连州各族自治县 1961年连州各族自治县撤销，恢复连县，设立连南瑶族僮族自治县 1962年连南瑶族僮族自治县分设为连南瑶族自治县、连山僮族瑶族自治县 1965年连山僮族瑶族自治县改“僮”为“壮” |
| 连州各族自治县                  | 广东省 粤北行政区→韶关专区                      | 1960年12月14日— 1961年10月5日         | 恢复:239          | 连县                           | 1953年由连南县、连山县合并设立连南瑶族自治区，1954年析出连山县，1955年改为自治县 1958年连山县改置为连山僮族瑶族自治县 1959年，连南、连山与连县、阳山县合并为连阳各族自治县 1960年连阳各族自治县析出阳山县，更名为连州各族自治县 1961年连州各族自治县撤销，恢复连县，设立连南瑶族僮族自治县 1962年连南瑶族僮族自治县分设为连南瑶族自治县、连山僮族瑶族自治县 1965年连山僮族瑶族自治县改“僮”为“壮” |
| 连南瑶族僮族自治县              | 广东省 粤北行政区→韶关专区                      | 1961年10月5日— 1962年3月27日          | 分设:239          | 连南瑶族自治县                 | 1953年由连南县、连山县合并设立连南瑶族自治区，1954年析出连山县，1955年改为自治县 1958年连山县改置为连山僮族瑶族自治县 1959年，连南、连山与连县、阳山县合并为连阳各族自治县 1960年连阳各族自治县析出阳山县，更名为连州各族自治县 1961年连州各族自治县撤销，恢复连县，设立连南瑶族僮族自治县 1962年连南瑶族僮族自治县分设为连南瑶族自治县、连山僮族瑶族自治县 1965年连山僮族瑶族自治县改“僮”为“壮” |
| 连南瑶族僮族自治县              | 广东省 粤北行政区→韶关专区                      | 1961年10月5日— 1962年3月27日          | 分设:239          | 连山僮族瑶族自治县             | 1953年由连南县、连山县合并设立连南瑶族自治区，1954年析出连山县，1955年改为自治县 1958年连山县改置为连山僮族瑶族自治县 1959年，连南、连山与连县、阳山县合并为连阳各族自治县 1960年连阳各族自治县析出阳山县，更名为连州各族自治县 1961年连州各族自治县撤销，恢复连县，设立连南瑶族僮族自治县 1962年连南瑶族僮族自治县分设为连南瑶族自治县、连山僮族瑶族自治县 1965年连山僮族瑶族自治县改“僮”为“壮” |
| 十万山僮族瑶族自治县            | 广东省合浦专区                                  | 1957年3月26日— 1958年4月25日          | 更名:240          | 东兴各族自治县                 | 1957年由防城县析置 1965年划归广西壮族自治区 |
| 东兴各族自治县                  | 广东省 合浦专区→湛江专区广西壮族自治区 钦州专区 | 1958年4月25日— 1978年11月             | 更名:240          | 防城各族自治县                 | 1957年由防城县析置 1965年划归广西壮族自治区 |
| 防城各族自治县                  | 广西壮族自治区 钦州专区                         | 1978年11月— 1993年5月23日             | 撤销设地级市:240  | 防城港市（地级） 港口区 防城区 | 1957年由防城县析置 1965年划归广西壮族自治区 |
| 韶边瑶族自治县                  | 广东省韶关专区                                  | 1956年11月16日— 1959年3月22日         | 撤销:239          | 乐昌县管辖                     | 1956年由曲江县、乳源县、乐昌县析置 1959年并入乐昌县 |
| 钦北僮族自治县                  | 广东省合浦专区                                  | 1957年3月26日— 1959年3月22日          | 撤销:240          | 钦县管辖                       | 1957年由钦县、防城县析置 |
| 张家川回族自治县                | 甘肃省天水专区                                  | 1953年— 1958年12月20日                | 合并:242          | 清水回族自治县                 | 1953年设张家川回族自治区 1955年改自治县 1958年与清水县合并设清水回族自治县 1961年分设、恢复原建置 |
| 清水回族自治县                  | 甘肃省天水专区                                  | 1958年12月20日— 1961年12月15日        | 分设:242          | 张家川回族自治县               | 1953年设张家川回族自治区 1955年改自治县 1958年与清水县合并设清水回族自治县 1961年分设、恢复原建置 |
| 清水回族自治县                  | 甘肃省天水专区                                  | 1958年12月20日— 1961年12月15日        | 分设:242          | 清水县                         | 1953年设张家川回族自治区 1955年改自治县 1958年与清水县合并设清水回族自治县 1961年分设、恢复原建置 |
| 河口瑶族自治县                  | 云南省 红河哈尼族彝族自治州                     | 1958年9月24日— 1960年2月16日          | 合并:241-242      | 河口瑶族苗族自治县             | 1958年分别由河口县、屏边县改置 1959年合并 1963年分置 |
| 屏边苗族自治县                  | 云南省 红河哈尼族彝族自治州                     | 1958年9月24日— 1960年2月16日          | 合并:241-242      | 河口瑶族苗族自治县             | 1958年分别由河口县、屏边县改置 1959年合并 1963年分置 |
| 河口瑶族苗族自治县              | 云南省 红河哈尼族彝族自治州                     | 1960年2月16日— 1962年10月20日         | 撤销分置:241-242  | 河口瑶族自治县                 | 1958年分别由河口县、屏边县改置 1959年合并 1963年分置 |
| 河口瑶族苗族自治县              | 云南省 红河哈尼族彝族自治州                     | 1960年2月16日— 1962年10月20日         | 撤销分置:241-242  | 屏边苗族自治县                 | 1958年分别由河口县、屏边县改置 1959年合并 1963年分置 |
| 巍山彝族自治县                  | 云南省 大理白族自治州                           | 1956年11月16日— 1960年9月13日         | 合并:242          | 巍山彝族回族自治县             | 1953年由巍山县改置 1963年析置南涧彝族自治县 |
| 永建回族自治县                  | 云南省 大理白族自治州                           | 1956年11月16日— 1960年9月13日         | 合并:242          | 巍山彝族回族自治县             | 1953年由巍山县改置 1963年析置南涧彝族自治县 |
| 寻甸回族自治县                  | 云南省曲靖地区                                  | 1957年3月26日— 1960年9月13日          | 恢复:242          | 寻甸县                         | 1957年由寻甸县与嵩明县、马龙县部分村改置 1958年与嵩明县合设嵩明县、后更名寻甸县 1961年7月恢复为寻甸、嵩明两县 1979年1月寻甸改设寻甸回族彝族自治县 |
| 路南彝族自治县                  | 云南省曲靖地区                                  | 1957年3月26日— 1960年9月13日          | 撤销:242          | 宜良县管辖                     | 1957年由路南县改置 1958年撤销 1964年复设恢复路南彝族自治县 1983年划归昆明市1998年更名 |
| 路南彝族自治县                  | 云南省 曲靖地区→昆明市                          | 1964年6月5日— 1998年10月8日           | 更名              | 石林彝族自治县                 | 1957年由路南县改置 1958年撤销 1964年复设恢复路南彝族自治县 1983年划归昆明市1998年更名 |
| 钦州僮族自治县                  | 广东省湛江专区                                  | 1963年9月14日— 1965年7月19日          | 撤销设县:240      | 钦州县                         | 1964年由钦县改置 1965年撤销设县划归广西壮族自治区 |
| 大苗山苗族自治县                | 广西省宜山专区                                  | 1952年— 1966年4月8日                  | 更名:240          | 融水苗族自治县                 | 1952年设大苗山苗族自治区 1955年改为自治县 今隶属于柳州市 |
| 大瑶山瑶族自治县                | 广西省平乐专区                                  | 1952年2月28日— 1966年4月8日           | 更名:240          | 金秀瑶族自治县                 | 1952年设大瑶山瑶族自治区 1955年改为自治县 今隶属于来宾市 |
| 盐源彝族自治县                  | 四川省西昌专区                                  | 1963年10月23日— 1978年10月4日         | 恢复:240          | 盐源县                         | 1963年由盐源县改置 1978年西昌地区改为凉山彝族自治州，盐源恢复原名 |
| 安龙布依族苗族自治县            | 贵州省兴义地区                                  | 1965年11月13日— 1981年9月21日         | 恢复:241          | 安龙县                         | 1965年分别由安龙县、册亨县、贞丰县、望谟县改置 1981年兴义地区改为黔西南布依族苗族自治州，四县恢复原名 |
| 册亨布依族自治县                | 贵州省兴义地区                                  | 1965年11月13日— 1981年9月21日         | 恢复:241          | 册亨县                         | 1965年分别由安龙县、册亨县、贞丰县、望谟县改置 1981年兴义地区改为黔西南布依族苗族自治州，四县恢复原名 |
| 贞丰布依族苗族自治县            | 贵州省兴义地区                                  | 1965年11月13日— 1981年9月21日         | 恢复:241          | 贞丰县                         | 1965年分别由安龙县、册亨县、贞丰县、望谟县改置 1981年兴义地区改为黔西南布依族苗族自治州，四县恢复原名 |
| 望谟布依族苗族自治县            | 贵州省兴义地区                                  | 1965年11月13日— 1981年9月21日         | 恢复:241          | 望谟县                         | 1965年分别由安龙县、册亨县、贞丰县、望谟县改置 1981年兴义地区改为黔西南布依族苗族自治州，四县恢复原名 |
| 鹤峰土家族自治县                | 湖北省恩施地区                                  | 1980年4月20日— 1983年8月19日          | 恢复:239          | 鹤峰县                         | 1980年分别由鹤峰县、来凤县改置 1983年恩施地区改为鄂西土家族苗族自治州，两县恢复原名（（83）国函字163号） |
| 来凤土家族自治县                | 湖北省恩施地区                                  | 1979年12月19日— 1983年8月19日         | 恢复:239          | 来凤县                         | 1980年分别由鹤峰县、来凤县改置 1983年恩施地区改为鄂西土家族苗族自治州，两县恢复原名（（83）国函字163号） |
| 茂汶羌族自治县                  | 四川省 阿坝藏族自治州                           | 1958年4月21日— 1987年7月24日          | 恢复:240          | 茂县                           | 1958年由茂县、汶川县合并设立 1960年并入理县 1963年2月23日恢复汶川县、理县 1987年阿坝藏族自治州改为阿坝藏族羌族自治州，茂汶恢复原名茂县（国函〔1987〕125号） |
| 凤城满族自治县                  | 辽宁省丹东市                                    | 1985年1月17日— 1994年3月8日           | 撤销设县级市:239  | 凤城市                         | 1985年由凤城县改置（国函〔1985〕9号） |
| 北镇满族自治县                  | 辽宁省锦州市                                    | 1989年6月29日— 1995年3月21日          | 撤销设县级市:239  | 北宁市                         | 1989年由北镇县改置（民批〔1989〕1号） 2006年更名为北镇市 |
| 东方黎族自治县                  | 广东省 海南行政区海南省直辖                     | 1987年11月20日— 1997年3月12日         | 撤销设县级市:240  | 东方市                         | 1987年由东方县改置（国函〔1987〕181号） 1997年撤销设市（民行批〔1997〕4号） |
| 黔江土家族苗族自治县            | 重庆市 黔江开发区代管                           | 1983年11月14日— 2000年6月25日         | 撤销设市辖区:261  | 黔江区                         | 1983年由黔江县改置（（83）国函字242号） 2000年撤销设市辖区，改由重庆市直管 |
| 丽江纳西族自治县                | 云南省丽江地区                                  | 1958年9月24日— 2002年12月26日         | 分设              | 古城区                         | 1958年由丽江县改置 2002年丽江地区被撤销，改设丽江市，丽江纳西族自治县随之分拆 |
| 丽江纳西族自治县                | 云南省丽江地区                                  | 1958年9月24日— 2002年12月26日         | 分设              | 玉龙纳西族自治县               | 1958年由丽江县改置 2002年丽江地区被撤销，改设丽江市，丽江纳西族自治县随之分拆 |
| 普洱哈尼族彝族自治县            | 云南省 思茅地区→思茅市（今普洱市）              | 1985年6月11日— 2007年1月21日          | 更名              | 宁洱哈尼族彝族自治县           | 1985年由普洱县改置 2007年思茅市更名为普洱市，普洱哈尼族彝族自治县更名为宁洱哈尼族彝族自治县 |

## 外部連結
- 中华人民共和国县级以上行政区划变更情况（页面存档备份，存于）